# Preng Doçi
Preng Doçi, född den 25 februari 1846 i Lezha i Osmanska Albanien, död den 22 februari 1917 i Shkodra i Albanien, var en albansk politiker och poet samt katolsk präst.
Preng Doçi läste vid Kolegjia Papnore Shqyptare i Shkodra i Albanien och vid Pontificia università Urbaniana i Rom i Italien. Han återvände till hemlandet 1871 och var verksam som präst i Mirdita. Han kom att bli en av ledarna för upproret mot osmanerna 1871–1877. Han reste till Cetinje och sökte stöd från montenegrinerna, även om Montenegro ville ockupera delar av norra Albanien. Montenegro lovade att inte blanda sig i konflikten och upproret kuvades av osmanerna. Preng Doçi togs till fånga, levde först i exil i Istanbul och sedan i Rom. Han skickades som missionär till Nordamerika. Han arbetade även i Indien i Vatikanstatens tjänst. Han fick 1888 tillstånd av de osmanska myndigheterna att åter bosätta sig i Albanien. Han hade stor politisk makt i Mirditë och ville grunda ett katolskt principat i området. Han grundade 1899 ett sällskap, känt som Bashkimi, vars syfte var att skapa ett sammanhållet albanskt alfabet. Bland sällskapets medlemmar fanns även Ndoc Nikaj och Gjergj Fishta.